# Донцовка
Донцовка (укр. Донцівка) — село, находится в Новопсковском районе Луганской области Украины, в 25 км северо-восточнее райцентра Новопсков, в 55 км от железнодорожной станции Старобельск и в 190 км от областного центра Луганск.
Население по переписи 2001 года составляло 1428 человек. Почтовый индекс — 92334. Телефонный код — 6463. Занимает площадь 13,35 км². Код КОАТУУ — 4423381101.

## История
Село основано в 1809 г. выходцами с Дона, которые называли себя донцами (донец,
дончак, донской казак). В память о родных местах новое поселение на р. Каменка они
назвали Донцовкой.

## Местный совет
92334, Луганська обл., Новопсковський р-н, с. Донцівка, вул. Радянська, 23  (укр.)